# Belgische militaire begraafplaats van Adinkerke
De Belgische militaire begraafplaats van Adinkerke is een militaire begraafplaats aan de Heldenweg in het Belgische dorp Adinkerke, een deelgemeente van De Panne. Ze ligt achter de Sint-Audomaruskerk.
Deze Belgische militaire begraafplaats heeft een oppervlakte van 101 are waarop 1.783 graven liggen uit de Eerste Wereldoorlog. Daarbij zijn er 67 van Britse soldaten die bij de Commonwealth War Graves Commission geregistreerd staan onder Adinkerke Military Cemetery. Een Franse militair ligt op verzoek van zijn nabestaanden onder een Belgische grafsteen. De soldaten die hier liggen zijn overleden in het militair hospitaal L'Océan.
Halverwege de jaren 20 werden de uniforme Belgische grafstenen ingevoerd. In 1925 werden 130 Vlaamse heldenhuldezerken verbrijzeld en vervangen. De verbrijzelde stukjes zijn verwerkt in de bestratingen van het kerkhof.
De begraafplaats werd in 2008 als monument beschermd.